# Ribeira do Fárrio
Ribeira do Fárrio è una ex freguesia nel comune di Ourém in Portogallo.
Ha 836 abitanti (2011), un'area di 20,92 km² e una densità di 47,3 abitanti per km².
La freguesia ha un ricco patrimonio artistico; molti edifici sono in pietra, alcuni dei quali in degrado.
L'agricoltura è l'attività più diffusa nella freguesia.